# Angel Puigmiquel
Angel Puigmiquel (né en 1922 à Barcelone et mort le 20 mars 2009) est un dessinateur espagnol de bandes dessinées, également auteur de dessins animés.
Le fond de l'artiste a été conservé à la Biblioteca de Catalunya depuis 2014

## Biographie
Il a commencé par dessiner des caricatures pour La Voz del Combatiente durant la Guerre Civile.
Quasiment toute la carrière de Puigmiquel dans le monde de la bande dessinée se déroule dans les revues éditées par Consuelo Gil (es), notamment dans Chicos.
Le théoricien de la bande dessinée Salvador Vázquez de Parga (es) distingue quatre phases dans l'œuvre dessinée d'Àngel Puigmiquel
Les débuts (Rudimentaria) 1941-43
Àngel Puigmiquel a travaillé pour l’hebdomadaire espagnol Mis Chicas (es) en collaboration avec Emilio Freixas, avec des bandes dessinées humoristiques, comme Don Juan Obeso quiere adelgazar ou Don Camilo cazador. Dans le supplément jeunesse de cette revue, Chiquitito, apparaissent les aventures de Don Justo.
En 1942 il crée, pour le numéro 18 de Chicos, sa série la plus importante, Pepe Carter y Coco (es).

### Le développement (De desarrollo) 1943-45
Il poursuit les aventures de Pepe Carter avec des séries telles que La sombra de Gulliver, la série comique Bambolia y Púa (1943), puis En el país de los chiflados (1944). La bande dessinée Tony Martín en Puños contra plomo, voit son style graphique conjuguer celui de ses débuts, proches de la caricature, avec un style plus réaliste.
Avec Carlos Freixas (es) et Emilio Freixas, il crée les éditions Mosquito en 1945.

### L'apogée (Culminación) 1945-48
Il collabore à la revue El gran Chicos (es), apparue en 1945, avec les personnages Don Fiscornio et Flanagan, el pulpo (1946). Il achève la série de Pepe Carter avec S.O.S. en el museo diabólico et Los Crímenes del Gramófono, qui, selon les paroles de Salvador Vázquez de Parga, représentent « le pas le plus important dans la carrière en bande dessinée de l'auteur (el paso más importante en la carrera historietística del autor », montrant aussi « une structure et une forme narrative très supérieure à celles de tous les auteurs de bande dessinée espagnoles de l'époque. (una estructura y una forma narrativa muy superior a la de todo el cómic español de la época. ».

### Le dépassement graphique (Superación gráfica) 1948-51
Pour le magazine Cubilete il dessine la série Petalito (1949), et sa série Búfalo y El torero Manzanilla paraît dans Búfalo en 1950. 

### au Venezuela (1952-1962)
En 1951 il émigre vers le Venezuela où il devient un pionnier dans les films animés, avec Artur Moreno et Alfons Figueras (Lyon-Caracas Films).

### Retour en Espagne (1963-2009)
Il retourne en Espagne en 1963 et lance son propre studio d'animation pour la publicité, Cormorán. La dernière bande dessinée de Puigmiguel est El Terror Gris, créée pour les éditions Toutain en 1992, demeurée inédite.

## Œuvres
- le Capitaine Mystère, avec Emilio Freixas
- Petalito (1949)
- Búfalo y El torero Manzanilla (1950)
- El Terror Gris (1992)

## Avis de Jean-Pierre Dionnet
- El Ladron de Pesadillas y otras storias, Glénat (Espagne), 2010 : volume 1 du « Patrimonio de la historieta », consacré à Angel Puigmiquel.

Jean-Pierre Dionnet avoue découvrir cet auteur à la parution de ce recueil :
« Je découvre ainsi une courte et étonnante carrière pleine de merveilles, terriblement dans l’air du temps d’aujourd’hui, il y a encore quelques décors, quelques arbres, qui font penser à l’avant-guerre, il y a déjà quelques décors minimalistes qui font penser à ce que lui et d’autres feront en animation dans la période « Gérald McBoing » ou « Mister Magoo », il y a des arbres contournés, des bandits costauds avec des mitraillettes, des géants, beaucoup d’enfants, pour cette histoire pour enfants, un gramophone qui pleure son titre au travers de son pavillon, des trappes et des pièges comme chez le « Dr Seuss », des accumulations à la Dubout parfois et un usage de la couleur tout à fait étonnant, souvent des quasi monochromies qui changent totalement d’une case à l’autre. Et déjà dans certaines images du « Voleur de cauchemars », on projette sur un écran des films d’animation, ceux qu’il réalisera plus tard. »